# محمد یازدهم، سلطان غرناطه

محمد یازدهم، سلطان غرناطه

محمد یازدهم (متوفی به ۱۴۵۴ میلادی) نوزدهمین فرمانروای امارت غرناطه در اندلس واقع در شبه جزیرهٔ ایبری بود.